# Mira A
Mira A is een rode reus in de dubbelster Mira samen met Mira B. Ze staat in het sterrenbeeld Walvis op 298,95 lichtjaar van de zon.